# Agnete Therkildsen
Agnete Therkildsen  (10. maj 1900 i Lille Darum – 28. december 1993 i Ørby) var en dansk maler.
Hun var datter af gårdejer Søren Nielsen Therkildsen og Anne Cathrine Lauridsen. 1944 blev hun gift med maleren Ejler Bille. De boede i Ørby ved Helsinge og er med ham begravet på Vejby Kirkegård.
Opvæksten på landet i Darum ved Esbjerg og opholdet på Askov Højskole fik betydning for hendes kunst. Hun var kort tid elev hos Rostrup Bøyesen og Immanuel Ibsen, men var ellers selvlært. Opvæksten på landet blandt venlige og originale mennesker og naturen prægede hendes kunst. Med tiden kom der nye motiver og farveklange til, men de gamle blev ikke glemt. I begyndelsen greb hun billederne naturalistisk og noget forenklet an. Hendes naturalistiske figur-, dyre- og landskabsskildringer i abstrakt retning var påvirket af Ejler Bille.
Agnete Therkildsen var overvejende maler, men fra 1959 udførte hun også collager, illustrationer og papirklip. Hun rejste verden rundt med ægtefællen Ejler Bille. Hun har udgivet en række små erindringsbøger foruden rejseskildringer i kunsttidsskriftet Cras (1973-93). Agnete Therkildsen var medlem af kunstnersammenslutningen Kammeraterne, og er repræsenteret på blandt andre Statens Museum for Kunst, Holstebro Kunstmuseum. 1985 modtog hun Eckersberg Medaillen.